# Кілія (жудець)
Кілійський повіт (жудець) (рум. Județul Chilia) — адміністративно-територіальна одиниця губернаторства Бессарабія з центром у місті Кілія, що існувала у 1941–1944 роках.

## Історія
Кілійський жудець було утворено 1941 року на території захопленої внаслідок операції «Мюнхен» Ізмаїльської області УРСР. Його було сформовано зі східної частини тодішнього Ізмаїльського жудеця Румунського королівства та західної — Аккерманського. Таким чином, Кілійський жудець на заході межував зі здрібнілим внаслідок цієї реорганізації Ізмаїльським жудецем, а на сході — зі зменшеним у розмірах Аккерманським. На північ від нього простягався Бендерський жудець губернаторства Бессарабія, а на південь — Тульчанський. На південному сході жудець виходив до Чорного моря.
Припинив існування у серпні 1944 року в результаті проведеної радянськими військами наступальної Яссько-Кишинівської операції.
Нині колишній повіт належить до Одеської області.

## Устрій
Повіт у 1941 році поділявся на два міста (Кілія (рум. Chilia Nouă) і Вилкове (рум. Vâlcov)) та 3 пласи (райони):
- Міста:

1. Кілія
2. Вилкове

- Сільські райони:

1. Кілійський
2. Тарутинський
3. Татарештинський[1]

## Населення
За даними перепису населення з осені 1941 року, повіт налічував 136 469 осіб, з яких 33,60% становили українці, 26,77% — болгари, 18,7% — румуни, 18,13% — росіяни, 1,29% — гагаузи, 0,65% — поляки, 0,11% — німці, 0,09% — євреї.
У 1941 міське населення повіту становило 20 611 жителів.